# Mangshi
Pour les articles homonymes, voir Luxi (homonymie).
Mangshi chinois : 芒市, anciennement Luxi (潞西 ; pinyin : Lùxī) est une ville de la province du Yunnan en Chine. C'est une ville-district, chef-lieu de la préfecture autonome dai et jingpo de Dehong.

## Démographie
La population du district était de 362 400 habitants en 1999.

## Transports
L'aéroport Dehong de Mangshi dessert le territoire.